# Eva Svobodová

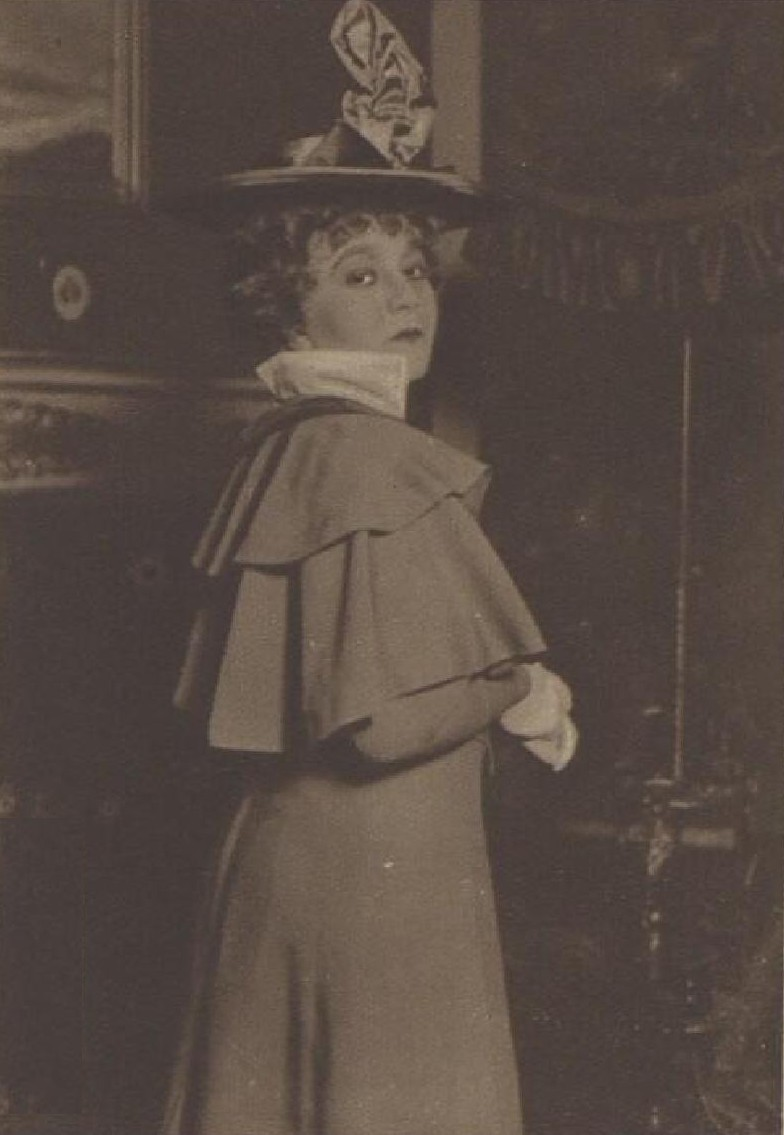
Eva Svobodová (1932)

Eva Svobodová (* 1. Mai 1907 in Prag; † 3. Januar 1992 ebenda) war eine tschechische Schauspielerin.

## Leben
Eva Svobodová war die Tochter des Theaterregisseurs Milan Svoboda. Ihr Bruder war der Schauspieler Miroslav Svoboda. Ihre beiden Kinder sind der Musiker Jiří Stivín und die Schauspielerin Zuzana Stivínová. Ihre Enkelin ist die gleichnamige Schauspielerin Zuzana Stivínová.
Von 1926 bis 1929 absolvierte Svobodová erfolgreich ihr Schauspielstudium am Prager Konservatorium. Von 1929 bis 1945 spielte sie regelmäßig am Divadlo na Vinohradech und von 1950 bis 1982 sowie eine Saison 1984/85 am Městská divadla pražská Theater.
Ihr Leinwanddebüt gab Svobodová 1933 in einer kleinen Nebenrolle in dem von Vladislav Vančura inszenierten Drama Na sluneční straně. In ihrer fast 60 Jahre andauernden Filmkarriere spielte sie in über 100 Film- und Fernsehproduktionen mit.

## Filmografie
- 1941: Ein netter Mensch (Roztomilý člověk)
- 1942: Ich komme gleich (Přijdu hned)
- 1953: Junge Jahre (Mladá léta)
- 1954: Der Zirkus spielt doch (Cirkus bude!)
- 1955: Der Dudelsackpfeifer (Švanda dudák)
- 1956: Der Schuß im Morgengrauen (Vina Vladimíra Olmera)
- 1956: Meine Frau und ich (Kudy kam)
- 1957: Der brave Soldat Schwejk in Prag (Dobrý voják Svejk)
- 1957: Seine Karriere (Snadný život)
- 1958: Ausgerechnet die Oma (Páté kolo u vozu)
- 1958: Drei Wünsche (Tři přání)
- 1958: Kassendiebe (Kasaři)
- 1958: Vorstadtromanze (Žižkovská Romanze)
- 1959: Die Wassernixe (Slečna od vody)
- 1960: Bei uns in Mechov (U nás v Mechově)
- 1960: Die Probe geht weiter (Zkouška pokračuje)
- 1960: Überall leben Menschen (Všude žijí lidé)
- 1960: Schnellzug nach Ostrava (Rychlík do Ostravy)
- 1962: Versteckt euch nicht, wenn es regnet (Neschovávejte se, když prší)
- 1965: 31 Grad im Schatten (Ninety Degrees in the Shade)
- 1965: Der fünfte Reiter ist die Angst (…a páty jezdec je strach)
- 1966: Die Dame auf den Schienen (Dáma na kolejích)
- 1966: Ein neuer Fall für Meisterdetektiv Dr. Martin (Martin a cervené sklícko)
- 1966: Verbrechen in der Mädchenschule (Zločin v dívčí škole)
- 1969: Ein Star (Hvězda)
- 1972: Das Mädchen auf dem Besenstiel (Dívka na koštěti)
- 1975: Zwei Mann zur Stelle (Dva muzi hlásí príchod)
- 1976: Zeit der Liebe und der Hoffnung (Čas lásky a naděje)
- 1978: Ich will nichts hören (Nechci nic slyšet)
- 1981: Am Ende vieler Jahre (Konečná stanice)
- 1986: Wachtmeister in Nöten (Není sirotek jako sirotek)
- 1989: Der Zug der Kindheit und der Hoffnung (Vlak dětství a naděje, Fernsehserie)